# Коенцо а Мане (Ређо Емилија)
Коенцо а Мане је насеље у Италији у округу Ређо Емилија, региону Емилија-Ромања.
Према процени из 2011. у насељу је живело 42 становника. Насеље се налази на надморској висини од 27 м.